# 2556 Louise
2556 Louise este un asteroid din centura principală, descoperit pe 8 februarie 1981 de Norman Thomas.